# 基济缅火山
基济缅火山（俄语：Кизимен）是俄罗斯勘察加半岛南部的一座复式火山。坐落于堪察加边疆区首府堪察加彼得罗巴甫洛夫斯克以北约265公里处，是堪察加半岛上29座活火山之一。
2010年夏季开始，基济缅火山进入活跃期。2011年1月13日，基济缅火山喷发出高度约达10公里的火山灰。